# Yoshitaka Fujisaki
Yoshitaka Fujisaki (født 16. maj 1975) er en tidligere japansk fodboldspiller.
Han har spillet for flere forskellige klubber i sin karriere, herunder Avispa Fukuoka.